# William Howard Russell

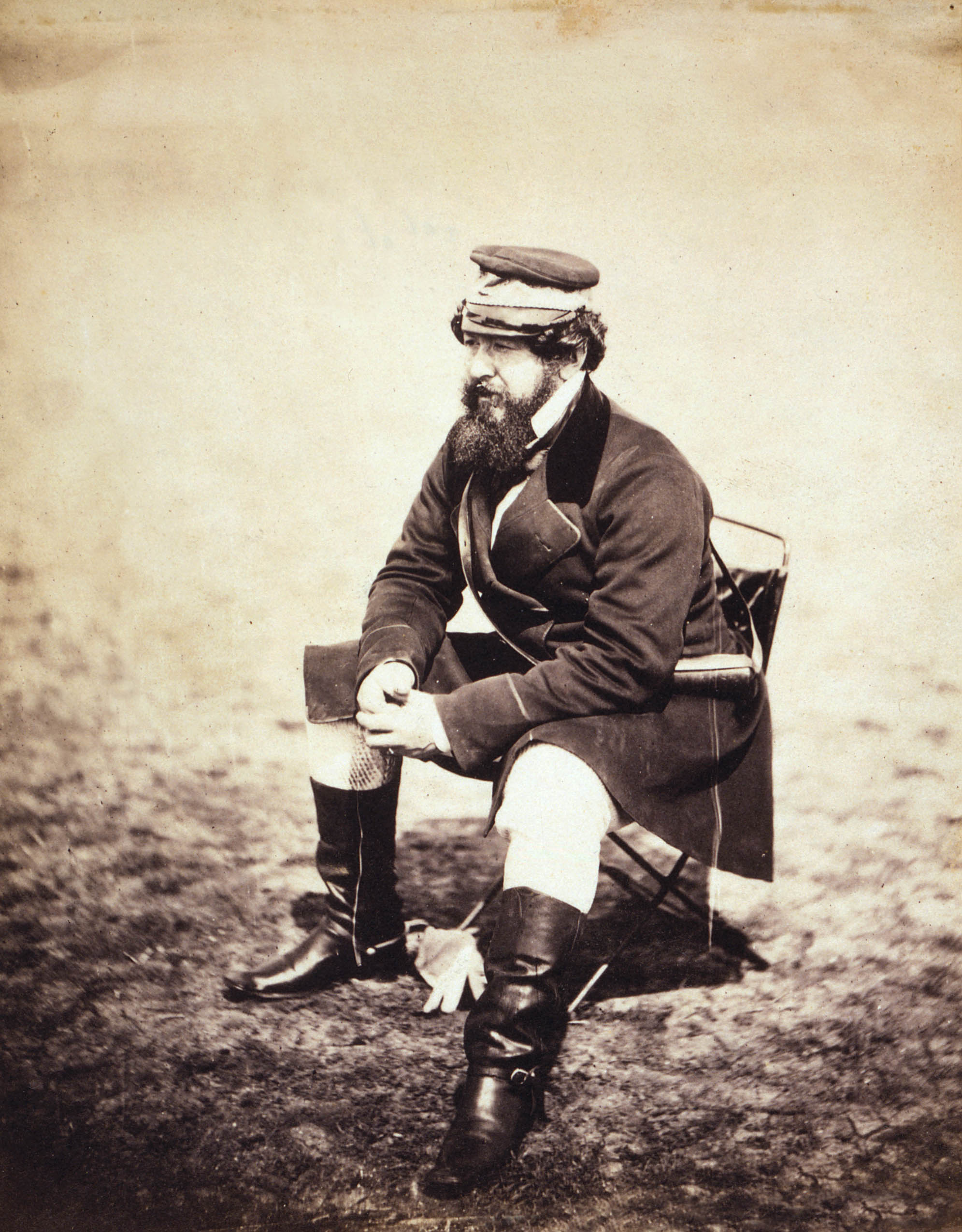
William Howard Russell.

William Howard Russell, född 28 mars 1820 på Irland, död 10 februari 1907 i London, var en engelsk krigskorrespondent.
Russell hade 1843-1846 anställning som referent vid Londontidningen "Times", studerade juridik 1846–1850 och blev advokat, men lämnade detta yrke för att gå ut i Krimkriget som krigskorrespondent för "Times". I sina raskt och åskådligt skrivna brev avslöjade han engelska truppernas vanvård och lidanden under vinterfälttåget. I samma egenskap övervarade Russell indiska upproret (1857–1859) och amerikanska inbördeskriget (1861–1862, då han såg sig föranlåten att avbryta, på grund av den förbittring hans för nordstaterna ofördelaktiga rapporter väckt där) samt följde vid österrikarnas högkvarter deras fälttåg mot Preussen 1866 och vid tyske kronprinsens stab det fransk-tyska kriget 1870–1871. 
Russell ledsagade som privat hederssekreterare prinsen av Wales på dennes resa till Indien 1875. Han erhöll 1895 knightvärdighet. Russell utgav sedan 1861 Army and Navy Gazette. Bland hans utgivna arbeten märks British expedition to the Crimea (1858), My diary in India (1860), My diary, north and south (från Nordamerika, 3 band 1863–1865), My diary during the last great war (1874) och romanen "The adventures of Dr. Brady" (1868; svensk översättning "Doktor Brady", samma år). Russell kan anses ha skapat krigskorrespondenternas yrke.